# ساقی (اراک)
ساقی از روستاهای شهر اراک است. این روستا به همراه روستاهای هزاوه، داین، مرزیجران ترلان در بخش مرکزی  و در دهستان امیریه واقع شده‌است. شغل اصلی اهالی روستا کشاورزی و دامپروری است. در سال های اخیر به دستور استاندار مرکزی، تمام روستاهای استان مرکزی از جمله روستای ساقی گازرسانی شد. همچنین از سال ۱۳۸۳ تا ۱۳۹۰ پروژه بزرگراه اراک-توره به اتمام رسید که طی آن روستای ساقی در فاصله یک کیلومتری این اتوبان قرار گرفت.

## نگارخانه

بنای قدیم امامزاده
بنای قدیم امامزاده
نمای بیرونی امامزاده(بنای جدید)
نمای داخلی امامزاده(بنای جدید)
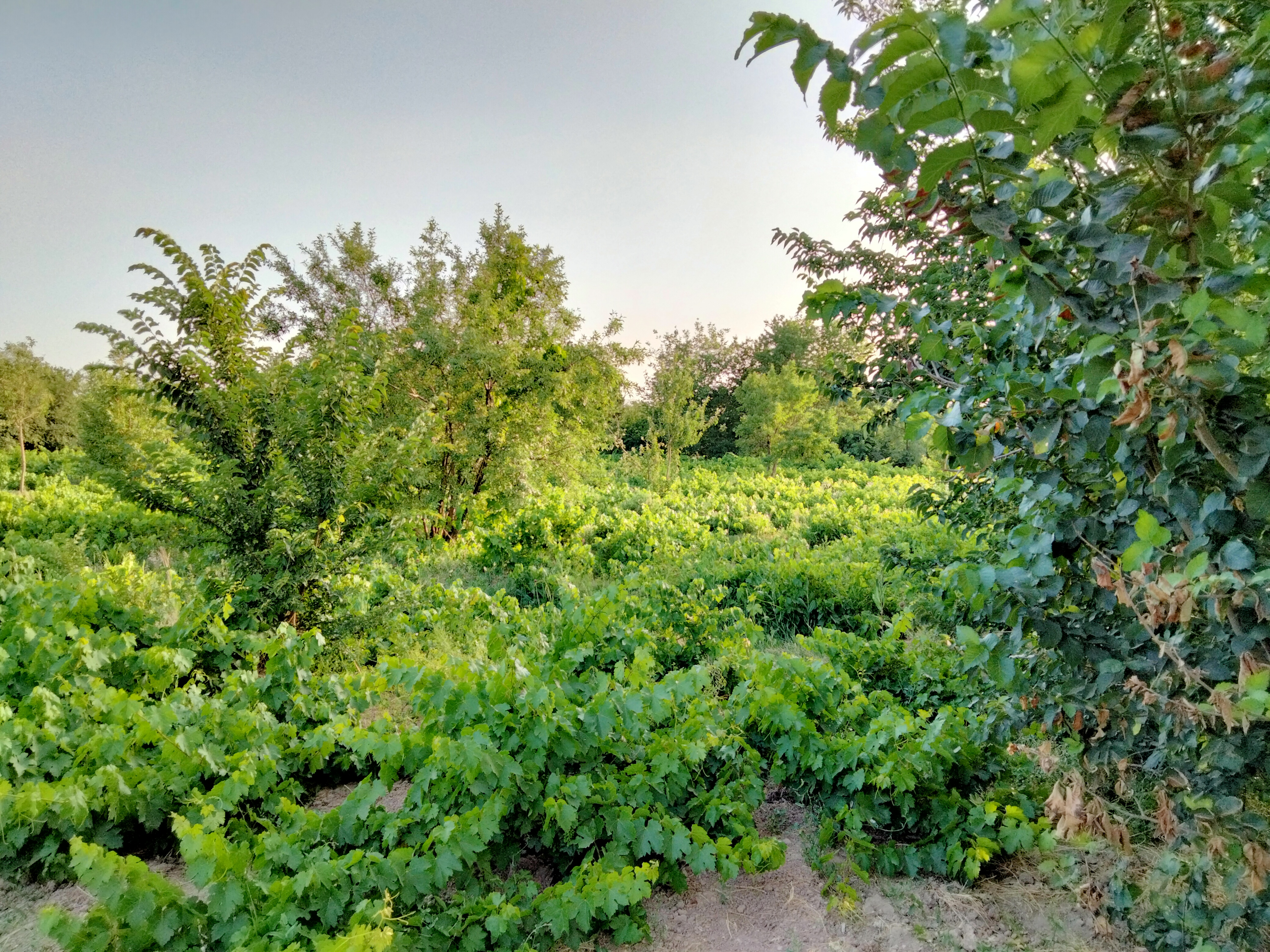
نگاره ای از باغ های ساقی